# Prefettura di Inezgane-Aït Melloul
La prefettura di Inezgane-Aït Melloul è una delle prefetture del Marocco, parte della Regione di Souss-Massa.

## Geografia antropica

### Suddivisioni amministrative
La prefettura di Inezgane-Aït Melloul conta 3 municipalità e 3 comuni:

#### Municipalità
- Aït Melloul
- Dcheira El Jihadia
- Inezgane

#### Comuni
- Lqliiaa
- Oulad Dahou
- Temsia